# A Day in the Life
A Day in the Life este o melodie a formației The Beatles, ultima de pe albumul Sgt. Pepper's Lonely Hearts Club Band din 1967.
Compoziție creditată cuplului Lennon/McCartney, melodia are segmente clar definite, compuse separat de către John Lennon și Paul McCartney, cu adiții orchestrale.
Melodia a fost selectată de revista de specialitate Rolling Stone ca fiind cea mai bună melodie a formației The Beatles și a clasat-o pe locul 26 pe lista celor mai bune 500 de melodii vreodată.
După lansare, versul I'd love to turn you on a fost interpretat de către postul BBC ca fiind o invitație la consumul de droguri, ceea cea a rezultat în interzicerea melodiei la acest post o perioadă de timp Totodată, albumul a fost lansat în unele țări asiatice fără această melodie, din același motiv.

## Versurile
Versurile sunt (cel puțin parțial) inspirate de moartea aristocratului irlandez Tara Browne (un cunoscut al Beatleșilor), care a decedat în urma unui accident de mașină la Londra în 1966 și de un articol din ziarul Daily Mail, în care scria că pe străzile orașului Blackburn, comitatul Lancashire erau ca. 4.000 de hârtoape. Un prieten al lui John Lennon, Terry Doran, a venit cu ideea că aceste hârtoape ar umple sala Royal Albert Hall („now we know how many holes it takes to fill the Albert Hall”).
O copie a versurilor originale, scrise de mână de John Lennon, a fost vândută în 2010 pentru suma de 1,2 milioane de dolari americani.

## Înregistrările
Formația a început să înregistreze melodia (cu titlul provizoriu „In the Life of...”) pe data de 19 ianuarie 1967, la câteva săptămâni după înregistrarea melodiilor Strawberry Fields Forever și Penny Lane.
Melodia principală a fost compusă de John Lennon, dar acesta simțea că îi lipsește ceva. Paul McCartney avea și el o scurtă compoziție (partea care începe cu „Woke up, fell out of bed”), care a fost legată de primul segment după porțiunea pe care producătorul George Martin a numit-o un „orgasm orchestral”. Lennon și McCartney își cântă părțile vocale ale compozițiilor proprii.
După prima parte a melodiei, cea cântată de John Lennon, urmează o secțiune de tranziție de 24 de măsuri pentru care Paul McCartney a avut ideea să folosească o orchestră simfonică. Orchestra urma să nu aibă o partitură ci să înceapă să cânte de la cea mai joasă notă posibilă la cea mai înaltă într-un crescendo atonal. Producătorul George Martin a avut rețineri când a auzit ideea, din cauza costului prea ridicat să închirieze o orchestră simfonică întreagă, așa că a propus un compromis șă a adus 40 de muzicieni pe care i-a înregistrat de mai multe ori ori, astfel creând un sunet asemănător unei întregi orchestre simfonice. Plata închirierii orchestrei a fost de £367, o sumă apreciabilă la acea vreme. Înregistrarea orchestri a avut loc pe data de 10 februarie, iar unii dintre membrii orchestrei au fost costumați cu pălării comice, nasuri de clovn și labe de gorilă. Au fost invitați și alți muzicieni renumiți ai timpului, precum Mick Jagger, Marianne Faithfull, Keith Richards, Michael Nesmith și Donovan. Sesiunea a fost filmată de către NEMS Enterprises, care intenționa să facă un film de televiziune. Filmul n-a fost terminat niciodată, dar fragmente pot fi văzute în filmul promoțional A Day in the Life
Pe 22 februarie a avut loc ultima sesiune de înregistrare, când s-a înregistrat acordul Mi major la mai multe piane, cântat de John Lennon, Paul McCartney, Ringo Starr, George Martin și Mal Evans. Acordul a fost ținut timp de 53 de secunde, dar datorită faptului că difuzoarele vremii nu puteau reda sunetele practic imperceptibile de la sfârșit, pe albumul „Sgt. Peppers's Lonely Hearts Club Band” durează doar 43 de secunde.
În total înregistrările au durat 34 de ore. Spre comparație, întregul album Please Please Me a fost înregistrat în 10 ore.
Melodia este în Sol major, în măsura 4/4.

## Preluări
Melodia a fost preluată de o serie de muzicieni, precum Sting, Bobby Darin, Neil Young, Jeff Beck, The Bee Gees, Wes Montgomery și Phish.

## Muzicieni
- John Lennon: vocal, chitară acustică, pian
- Paul McCartney: vocal, pian, chitară bas
- George Harrison: maracas
- Ringo Starr: baterie, bongo
- George Martin: armoniu
- Mal Evans: pian, vocal, ceas de alarmă
- Erich Gruenberg, Granville Jones, Bill Monro, Jurgen Hess, Hans Geiger, D Bradley, Lionel Bentley, David McCallum, Donald Weekes, Henry Datyner, Sidney Sax, Ernest Scott: vioară
- John Underwood, Gwynne Edwards, Bernard Davis, John Meek: violă
- Francisco Gabarro, Dennis Vigay, Alan Dalziel, Alex Nifosi: violoncel
- Cyril MacArthur, Gordon Pearce: contrabas
- John Marston: harpă
- Basil Tschaikov, Jack Brymer: clarinet
- Roger Lord: oboi
- N Fawcett, Alfred Waters: fagot
- Clifford Seville, David Sanderman: flaut
- Alan Civil, Neil Sanders: corn francez
- David Mason, Monty Montgomery, Harold Jackson: trompetă
- Raymond Brown, Raymond Premru, T Moore: trombon
- Michael Barnes: tubă
- Tristan Fry: timpan, percuție
- Marijke Koger: tamburină